# Miha Kuhar
Miha Kuhar, slovenski častnik, * 20. december 1960, Kranj.
Podpolkovnik Kuhar je inštruktor v Gorski šoli Slovenske vojske.

## Vojaška kariera
- inštruktor, Gorska šola Slovenske vojske (26. april 2001 - )
- poveljnik, 32. gorska brigada Slovenske vojske (? - 26. april 2001)
- vodja ekipe SV, La Patrouille des Glaciers 2006[1]
- poveljnik OMLT in namestnik poveljnika SIKON ISAF 11 (2009)

## Odlikovanja in priznanja
- bronasta medalja generala Maistra (12. maj 1999)
- srebrni znak usposobljenosti - vojaški reševalec (11. junij 2002)
- bronasti znak usposobljenosti - vojaški gornik (1. junij 2001)
- srebrni znak usposobljenosti - vojaški alpinist (1. junij 2001)